# Anastasio Prieto
Anastasio Prieto Lyons, más conocido como Tacho Prieto, fue un futbolista mexicano que jugaba en la posición de delantero, jugó para el Club Morelos, el Club Deportivo Guadalajara y la Selección Jalisco. Fue hijo de Maximiano Prieto y Caritina Lyons -quien murió cuando él tenía tres años de edad- hermano de Cruz, Josefina, Prieto Lyons y hermano de Gerónimo Prieto, Max Prieto y Fausto Prieto, también exjugadores del Guadalajara, hijos de Maclovia Sánchez, segunda esposa de su padre; tenía su residencia en la ciudad de Guadalajara, en la calle República número 206, lugar donde más tarde tendría su consultorio.
Fue Médico Cirujano titulado de la Universidad de Guadalajara, generación 1919-1925, siendo la primera generación de medicina en esta institución. Fue practicante en el Hospital Militar de Guadalajara en enero de 1924, presentando su examen profesional el día 20 de septiembre de 1927 y titulándose el 1 de octubre de 1927, por lo cual se le dio el apodo de "El Médico". Contrajo nupcias con la señora María de las Mercedes Navarro Navarro, con quien tuvo a sus hijos Graciela Elena, María de las Mercedes, Carmen Caritina, Dr. Manuel Luis e Ing. Jorge Humberto Prieto Navarro, con quienes vivió en su residencia de la calle General Salazar número 66.
Empezó su participación en el fútbol, junto con su hermano Géronimo, en el equipo del Club Morelos de segunda fuerza de la Liga de Occidente, pero debutó en Primera Fuerza con el equipo del Guadalajara el día domingo 14 de abril de 1918, en un partido contra el Atlas, realizado en honor al gran festival de la colonia Reforma. En sus inicios jugó de mediocampista lateral derecho, pero con el tiempo pasaría a jugar como centro delantero por el lado izquierdo.
Jugó para la selección "A" y "B" tapatía organizadas por la Asociación de fútbol del estado de Jalisco, participando también con la Selección Jalisco, incluido los juegos realizados en 1930 contra el Marte.
A partir de 1929 se dedica al arbitraje de fútbol como actividad paralela, habiendo sido antes árbitro de básquetbol. En 1932 fue declarado como subdirector de la categoría de primera fuerza de Liga Amateur de Jalisco.
A final de la década de los 1930s fue auxiliar del departamento de Educación Física en la Universidad de Guadalajara y el 6 de diciembre de 1939 presentó el examen físico médico para poder dedicarse a la medicina deportiva, logrando después convertirse en médico del equipo de fútbol del Club Guadalajara.
En la temporada 1937-1938 logró salir campeón con del equipo rojiblanco siendo entrenador en esta ocasión.
También se destacó como gran competidor en otros deportes, ejemplo de ello fue que en su juventud se dedicó a jugar básquetbol, en su carrera perteneció a equipos como el "Preparatoria Jalisco" donde jugó al final de la década de los 1910s en la posición de defensa izquierdo, en esta institución también practicó la gimnasia destacándose en las barras paralelas. En noviembre de 1919 pasa a jugar básquetbol con los azules de la escuela de Medicina, lugar donde estudió su carrera y logró coronarse campeón nacional de básquetbol en 1922 y 1923, más tarde competiría en esta disciplina con el club Guadalajara y el "Evite Peligro".
También fue jugador y directivo de frontenis en el club Guadalajara en la década de los 1940s, llegando a ser campeón de categoría intermedia en 1941.
Murió por un infarto mientras atendía su farmacia en la ciudad de Guadalajara, el 2 de marzo de 1963.
- Datos: Q5674603